# Ctenus capulinus
Ctenus capulinus este o specie de păianjeni din genul Ctenus, familia Ctenidae. A fost descrisă pentru prima dată de Karsch, 1879. Conform Catalogue of Life specia Ctenus capulinus nu are subspecii cunoscute.